# Olof Lamm
Olof Herman Lamm, född 23 april 1887 i Stockholm, död 19 december 1967 på Lidingö, var en svensk försäkringsman och generalkonsul.

## Biografi
Lamm avlade studentexamen 1905 och efter slutförda merkantila studier var han anställd vid AB Svenska ostasiatiska kompaniet 1912–1915. Lamm var verkställande direktör vid AB Broströms linjeagentur 1916–1919, generalkonsul i New York 1921–1933 (tillförordnad 1919) och var försatt i disponibilitet 1933–1953. Han var verkställande direktör vid Stockholms sjöförsäkrings AB 1934–1953 (vice verkställande direktör 1933).
Han var hedersdirektör vid svenska handelskammaren i New York, styrelseledamot i svensk-franska handelskammaren 1935–1950, ledamot av utrikesdepartementets upplysningsnämnd från 1936 och fullmäktige vid Stockholms handelskammare 1937–1953 (ledamot i dess verkställande utskott 1947–1953). Lamm var generalsekreterare i bestyrelsen för firandet av Nya Sverige-minnet 1937, ledamot i bestyrelsen för världsutställningen i New York 1939, ordförande i direktionen för navigationsskolan i Stockholm 1939–1951 och styrelseledamot i Svenska institutet 1945–1947.
Upprepade gånger försökte Lamm förmå Sven Hedin, som hade goda kontakter i Nazityskland, att protestera mot förföljelserna av judar. Under våren 1939 försökte han tillsammans med en tysk-judisk tidigare statssekreterare, Hans Schäffer, få myndigheterna i Sverige och Förenta staterna att vara mer generösa mot judiska flyktingar från Nazityskland. I Sverige hjälpte både Lamm och hans fru judiska flyktingar och paret var tillsammans med bland andra familjerna Bonnier, Sachs och Hirsch engagerade i flyktingbarnhemmet Stigbo utanför Stockholm.
Lamm var son till grosshandlaren Herman Lamm och Lisen, född Philipson. Han gifte sig 1926 med Signe Alquist (född 1899), dotter till Emil Alquist och Alma Persson.

## Utmärkelser
Lamms utmärkelser:
- Minnestecken med anledning av Konung Gustaf V:s 70-årsdag (GV:sJmt)
- Kommendör av 1. klass av Vasaorden (KVO1kl)
- Officer av Franska Hederslegionen (OffFrHL)